# Anton von Breidbach-Bürresheim gen. vom Ried

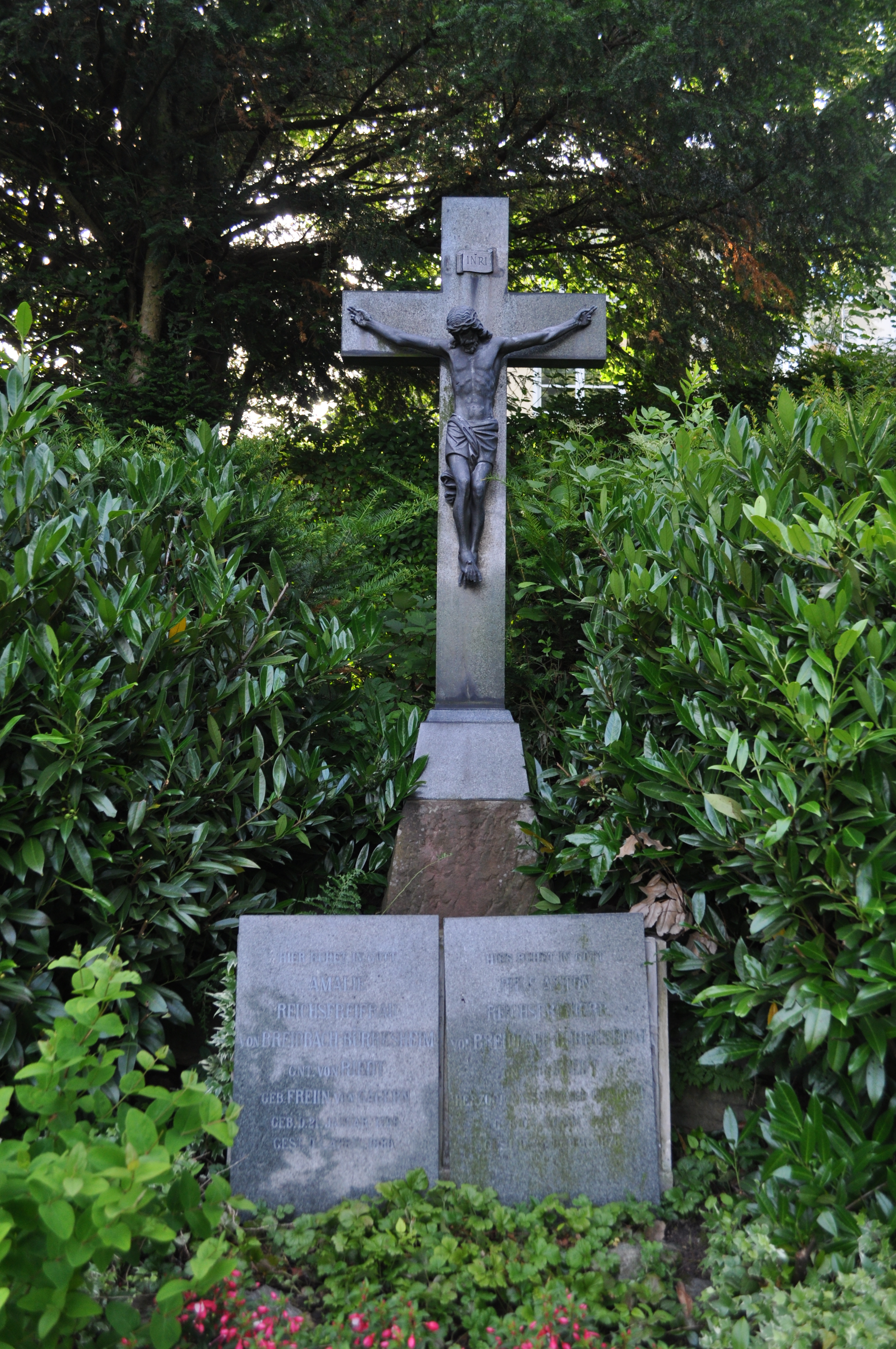
Grab von Anton von Breidbach-Bürresheim und seiner Frau

Anton Philipp Freiherr von Breidbach-Bürresheim gen. vom Ried (* 3. November 1791 in Mainz; † 30. Oktober 1878 in Heddernheim) war ein nassauischer Generalmajor und Abgeordneter der 1. Kammer der nassauischen Landstände.

## Leben
Anton von Breidbach-Bürresheim war der Sohn von Friedrich Freiherr von Breidbach zu Bürresheim gen. von Riedt und dessen Ehefrau Philippine Magdalene Gräfin und Edle Tochter von und zu Eltz gen. Faust von Stromberg. Breidbach-Bürresheim, der katholischer Konfession war, heiratete am 7. April 1817 Amalie Freiin von Gagern (* 21. Januar 1798 in Weilburg; † 1. April 1880 in Aschaffenburg), die Tochter des Hans Christoph Ernst von Gagern und dessen Ehefrau Charlotte Freiin von Gaugreben.
Er schlug 1809 mit dem Eintritt in die nassauischen reitenden Jäger die Militärlaufbahn ein kämpfte auf französischer Seite auf dem spanischen Kriegsschauplatz. 1813 wurde Breidbach-Bürresheim zum Rittmeister ernannt. Von 1815 an diente er als Adjutant des Erbprinzen Wilhelm. In dieser Verwendung nahm er an der Schlacht bei Waterloo teil. Ebenfalls 1815 wurde er zum Major à la suite ernannt und diente als Flügeladjutant. 1858 erfolgte die Ernennung zum Generalmajor à la suite.
1826 bis 1847 gehörte er der Herrenbank des Landtags des Herzogtums Nassau an. 1848 war er Mitglied des Frankfurter Vorparlaments und 1858 bis 1863 als Vertreter des Erzherzogs Stephan Mitglied der Nassauischen Ersten Kammer. Daneben leitete Breidbach-Bürresheim von 1841 bis 1845 als Intendant das Wiesbadener Theater. Bis 1856 versah er das Hofamt des Oberstallmeisters.
Er liegt gemeinsam mit seiner Frau in Hornau begraben. Das Grab ist Teil der unter Denkmalschutz stehenden Gruppe der Gagerngräber.
Anton von Breidbach-Bürresheim war mit der nassauischen Waterloo-Medaille und dem Dienstehrenzeichen für Offiziere für 25 Dienstjahre ausgezeichnet. Im April 1816 wurde er zum Ritter des Guelphen-Ordens „wegen einer Waffenthat“ ernannt.